# Famille de Faudoas
La famille de Faudoas est une famille féodale française, originaire de Gascogne. Elle tire son nom de la paroisse de Faudoas, en Lomagne, située dans l’actuel département de Tarn-et-Garonne, à la limite de la Haute-Garonne et du Gers. Elle a formé plusieurs branches, dont la dernière s'est éteinte à la fin du XIXe siècle.

## Branche de Barbazan
La branche de Barbazan apparaît au XVe siècle, lorsque Béraud de Faudoas, chevalier et baron, devient légataire universel de son oncle Arnault Guilhem de Barbazan (« le chevalier sans reproche »), avec pour charge d’en relever le nom et les armes (en 1431).
De nombreux membres de cette branche se sont illustrés dans l'histoire. Tout d'abord, Béraud III de Faudoas-Barbazan est chambellan du roi Charles VII et se fait nommer « sénéchal d’Agenais et Gascogne » (1435), puis « sénéchal d’Armagnac » (1447).
Le chevalier Jean II de Faudoas-Barbazan est blessé puis fait prisonnier à la bataille de Montlhéry (16 juillet 1465). En remerciement de ses services, le roi Louis XI lui offre le village de Le Castéra et le moulin de Pradère-les-Bourguets le 23 mai 1466 (confirmé en 1471).
Sa sœur, Agnès de Faudoas, épouse à Gimont le 21 octobre 1445 Jean II de Marestang. Leur fils Géraud de Marestang, après avoir été page auprès de son oncle Jean de Faudoas, est armé chevalier par le roi Louis XI en 1470.
En 1517, Catherine de Faudoas apporte en dot le château de Montaigut-sur-Save au sénéchal Antoine de Rochechouart. Au XVIe siècle, la branche de Barbazan s'éteignit tandis que son héritage passait principalement aux Rochechouart.

Blason de la famille de Faudoas-Barbazan.

Blason de la famille de Rochechouart-Faudoas, issue de la branche de Faudoas-Barbazan.

### Héraldique
Le blason de la branche de Barbazan est :
- D’azur à la croix d’or.[4]
- Écartelé : aux 1 et 4, d’azur à la croix d’or ; aux 2 et 3, de France sans brisure.[4]
- ou D’azur à la croix d’or, parti d’azur à trois fleurs de lis d’or.
- tenants : deux anges revêtus

Les trois fleurs de lys présentes ont une origine hypothétique : pour certains, les trois fleurs de lis ont été concédées à Arnault Guilhem de Barbazan ; pour d’autres, c’est à la suite d'une alliance avec la famille d'Estaing (qui portait : « De France au chef d’or ») après la bataille de Bouvines, que les Faudoas écartelèrent leurs armes avec les 3 fleurs de lis.

## Personnalités
- Jean-François de Faudoas de Sérillac
- François de Faudoas
- Pierre-Paul de Faudoas
- Paul-Eugène de Faudoas (1788-1844), marquis de Barbazan ayant participé à la conquête de l'Algérie